# Bartoniense
| Era Eratema | Periodo Sistema | Época Serie | Edad Piso                | Inicio, en millones de años |
| ----------- | --------------- | ----------- | ------------------------ | --------------------------- |
| Cenozoico   | Cuaternario     | Cuaternario | Cuaternario              | 2,588                       |
| Cenozoico   | Neógeno         | Neógeno     | Neógeno                  | 23,04                       |
| Cenozoico   | Paleógeno       | Oligoceno   | Chattiense Chattiano     | 27,3                        |
| Cenozoico   | Paleógeno       | Oligoceno   | Rupeliense Rupeliano     | 33,9                        |
| Cenozoico   | Paleógeno       | Eoceno      | Priaboniense Priaboniano | 37,71                       |
| Cenozoico   | Paleógeno       | Eoceno      | Bartoniense Bartoniano   | 41,03                       |
| Cenozoico   | Paleógeno       | Eoceno      | Luteciense Lutetiano     | 48,07                       |
| Cenozoico   | Paleógeno       | Eoceno      | Ypresiense Ypresiano     | 56,00                       |
| Cenozoico   | Paleógeno       | Paleoceno   | Thanetiense Thanetiano   | 59,24                       |
| Cenozoico   | Paleógeno       | Paleoceno   | Selandiense Selandiano   | 61,66                       |
| Cenozoico   | Paleógeno       | Paleoceno   | Daniense Daniano         | 66,0                        |

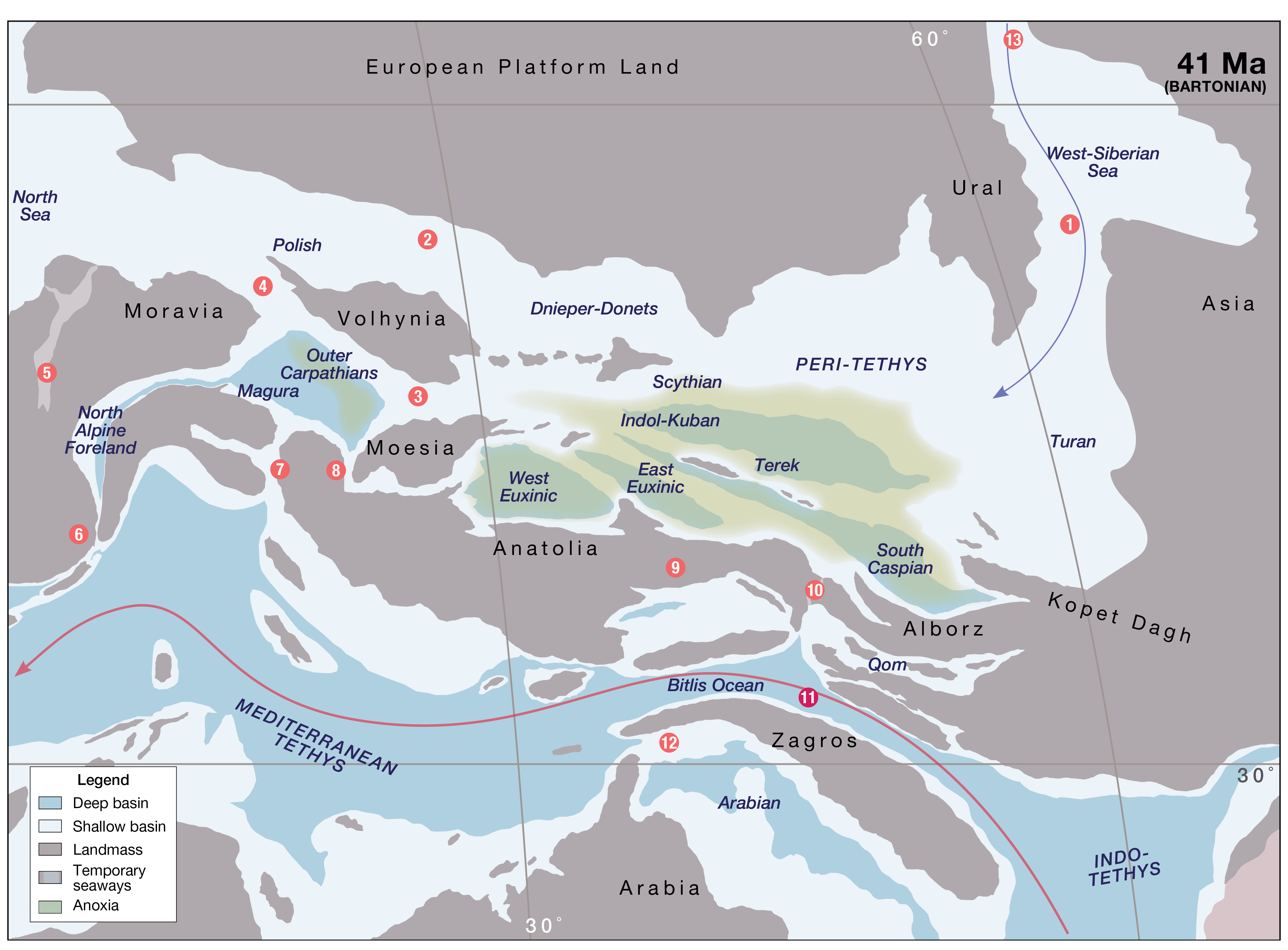
Paleogeografía de la región del Tetis durante el Bartoniense

El Bartoniense o Bartoniano es el tercer piso y edad del Eoceno en la escala temporal geológica. Sucede al Luteciense y precede al Priaboniense. Se inició hace unos 41,03 millones de años y terminó hace unos 37,71 millones de años.
El nombre proviene de la localidad inglesa de Barton, en el condado de Hampshire, fue introducido en la literatura científica por el geólogo y paleontólogo franco-suizo Karl Mayer-Eymar en 1857.

## Sección estratotipo y punto de límite global (GSSP)
La sección estratotipo y punto de límite global (GSSP) para la base del Burdigaliense está pendiente de definir por la Comisión Internacional de Estratigrafía. Provisionalmente la base del piso se establece por la última aparición del nanoplancton calcáreo Reticulofenestra reticulata.
El techo del Bartoniense se define por el GSSP de la base del Priaboniense, que se caracteriza por la última aparición de los foraminíferos   planctónicos acarínidos grandes y Morozovelloides crassatus, la aparición del nanopláncton calcáreo Cribrocentrum erbae y la última aparición de Chiasmolithus grandis, y coincide con la base del cron C17n y la base del subcrón C17n.2n.